# Championnats d'Afrique de judo 2004
Navigation
Édition précédente Édition suivante
Les championnats d'Afrique de judo 2004 sont la 25e édition de cette compétition. Ils sont disputés du 5 au 8 mai 2004 à Tunis en Tunisie. Mais, contrairement aux prévisions, le pays organisateur est incapable de résister à la force et à la technique des judokas algériens qui remportent huit titres en individuels et les deux titres par équipes. Les champions tunisiens, à l'instar d'Anis Lounifi, Skander Hachicha et Makrem Ayed en fin de carrière, ne font pas le poids face à leurs adversaires et leur pays ne remporte aucun titre chez les hommes. Cette édition permet aux boursiers du Centre international du judo africain de confirmer l'apport de ce centre, en remportant trois médailles d'or (Etoga Bernard Mvondo, Lila Latrous et Soraya Haddad), quatre médailles d'argent (Antónia Moreira, Mélanie Engoang, Naina Ravaoarisoa et Hanatou Ouelogo) ainsi que six médailles de bronze.

## Tableau des médailles
Le tableau des médailles officiel ne prend pas en compte les deux compétitions par équipes.
| Rang  | Nation              | Or | Argent | Bronze | Total |
| ----- | ------------------- | -- | ------ | ------ | ----- |
| 1     | Algérie             | 8  | 3      | 1      | 12    |
| 2     | Tunisie             | 4  | 3      | 6      | 13    |
| 3     | Égypte              | 3  | 3      | 3      | 9     |
| 4     | Cameroun            | 1  | 1      | 6      | 8     |
| 5     | Maroc               | 0  | 1      | 5      | 6     |
| 6     | Afrique du Sud      | 0  | 1      | 1      | 2     |
| 7=    | Angola              | 0  | 1      | 0      | 1     |
| 7=    | Burkina Faso        | 0  | 1      | 0      | 1     |
| 7=    | Gabon               | 0  | 1      | 0      | 1     |
| 7=    | Madagascar          | 0  | 1      | 0      | 1     |
| 11    | Nigeria             | 0  | 0      | 3      | 3     |
| 12    | Sénégal             | 0  | 0      | 2      | 2     |
| 13=   | Côte d'Ivoire       | 0  | 0      | 1      | 1     |
| 13=   | République du Congo | 0  | 0      | 1      | 1     |
| 13=   | Guinée-Bissau       | 0  | 0      | 1      | 1     |
| 13=   | Niger               | 0  | 0      | 1      | 1     |
| Total | Total               | 16 | 16     | 31     | 63    |

## Podiums

### Femmes
| Épreuves                          | Or                       | Argent                         | Bronze                                                  |
| --------------------------------- | ------------------------ | ------------------------------ | ------------------------------------------------------- |
| Moins de 48 kg poids super-légers | Soraya Haddad Algérie    | Hanatou Ouelogo Burkina Faso   | Philomène Bata Cameroun Chahnez M'barki Tunisie         |
| Moins de 52 kg poids mi-légers    | Salima Souakri Algérie   | Naina Ravaoarisoa Madagascar   | Hayet Rouini Tunisie M'Mah Soumah Guinée-Bissau         |
| Moins de 57 kg poids légers       | Lila Latrous Algérie     | Hajer Barhoumi Tunisie         | Catherine Ekuta Nigeria Fatima Zahra Ait Ali Maroc      |
| Moins de 63 kg poids mi-moyens    | Saida Dhahri Tunisie     | Hennette Möller Afrique du Sud | Maryann Ekeada Nigeria Fanta Keita Sénégal              |
| Moins de 70 kg poids moyens       | Rachida Ouerdane Algérie | Antónia Moreira Angola         | Yousra Zribi Tunisie Christelle Okodombe Cameroun       |
| Moins de 78 kg poids mi-lourds    | Houda Ben Daya Tunisie   | Mélanie Engoang Gabon          | Hildegarde Assé Cameroun                                |
| Plus de 78 kg poids lourds        | Insaf Yahyaoui Tunisie   | Samah Ramadan Égypte           | Tatiana Bvegadzi République du Congo Samira Chhab Maroc |
| Open kg Toutes catégories         | Insaf Yahyaoui Tunisie   | Samah Ramadan Égypte           | Hildegarde Asse Cameroun Samira Ch'hab Maroc            |

### Hommes
| Épreuves                          | Or                            | Argent                     | Bronze                                                    |
| --------------------------------- | ----------------------------- | -------------------------- | --------------------------------------------------------- |
| Moins de 60 kg poids super-légers | Omar Rebahi Algérie           | Makrem Ayed Tunisie        | Younès Ahmadi Maroc Jean-Claude Cameroun Cameroun         |
| Moins de 66 kg poids mi-légers    | Amar Meridja Algérie          | Amin El Hady Égypte        | Anis Lounifi Tunisie Abdou Alassane Djibo Niger           |
| Moins de 73 kg poids légers       | Etoga Bernard Mvondo Cameroun | Noureddine Yagoubi Algérie | Haitham El Hossainy Égypte Olivier Mondouho Côte d'Ivoire |
| Moins de 81 kg poids mi-moyens    | Amar Benikhlef Algérie        | Adil Belgaïd Maroc         | Aboumedan El Sayed Égypte François French Afrique du Sud  |
| Moins de 90 kg poids moyens       | Hesham Mesbah Égypte          | Khaled Meddah Algérie      | Skander Hachicha Tunisie Mohamed El Assri Maroc           |
| Moins de 100 kg poids mi-lourds   | Bassel El Gharabawy Égypte    | Sami Belgroun Algérie      | Bara Ndiaye Sénégal Frank Ewane Moussima Cameroun         |
| Plus de 100 kg poids lourds       | Mohamed Bouaichaoui Algérie   | Anis Chedly Tunisie        | Islam El Shehaby Égypte Emeka Onyemaechi Nigeria          |
| Open kg Toutes catégories         | Islam El Shehaby Égypte       | Armand Kamga Cameroun      | Anis Chedly Tunisie Hassane Azzoun Algérie                |

### Par équipes
| Épreuves | Or      | Argent  | Bronze   |
| -------- | ------- | ------- | -------- |
| Hommes   | Algérie | Tunisie | Maroc    |
| Femmes   | Algérie | Tunisie | Cameroun |